# Полигенизм
Полигени́зм (от поли… и др.-греч. γένος — род, происхождение) — полифилическая гипотеза, устаревшее и в настоящее время псевдонаучное учение о расах человека как о разных биологических видах, произошедших от разных видов древних обезьян. Является обоснованием расизма. Полигенизм был опровергнут современной наукой, и большинство антропологов придерживается противоположной концепции, моногенизма.

## История
Ранними сторонниками полигенизма были Парацельс, Джордано Бруно, Томас Гарриот, Вольтер и др., противостоявшие официальной церковной позиции, согласно которой человечество является единым, произошедшим от единых прародителей, Адама и Евы. Данные полигенисты, напротив, отрицали, что неевропеоидные расы принадлежат к человечеству. В отношении антропогенеза полигенисты опирались на гипотезу полицентризма.
В XVIII — первой половине XIX века полигенизм пытались доказать в своих трудах Генри Хоум, И. Георг Форстер, английский врач Чарлз Уайт, немецкий философ К. Майнерс и др. Французская школа полигенизма была представлена такими авторами как Ж. Ж. Вире, Жан-Батист Бори де Сен-Венсан, Л. А. Демулен, Жорж Пуше, и в значительной мере основывалась на расовой и полицентристской теории Жоржа Кювье.
В середине XIX века учение полигенизма, называемого «плюрализмом», получило распространение в Великобритании, где было представлено такими авторами как Р. Нокс, Дж. Хант, Дж. Кроферд, Дж. Тёрнем, Дж. Б. Дэвис, и стало ведущей школой в США, где было представлено следующими авторами: Ч. Колдуэлл, С. Дж. Мортон, Ч. Пиккеринг, Джозия Нотт и Джордж Глиддон, Л. Агассиз. Убеждёнными приверженцами учения являлись Поль Брока и Поль Топинар.
Со второй половины XIX века на учение полигенизма оказало влияние эволюционное учение Чарлза Дарвина, и полигенизм преимущественно принял форму теории полифилии.
Позиции полигенизма были особенно сильны в США в преддверии Гражданской войны.
Теория происхождения человеческих рас от разных видов обезьян пользовалась популярностью во второй половине XIX — первой половине XX века: её разделяли немецкие естествоиспытатели Карл Фогт, Эрнст Геккель, американский палеонтолог Генри Осборн; на неё опирались в своих теориях происхождения языков Август Шлейхер, Макс Мюллер и Эрнест Ренан.
Под влиянием Геккеля, в свою очередь находившегося под влиянием немецкого романтизма и «фёлькише» и рассматривавшего европеоидов («белых людей») как «арийцев», учение о полигенизме принял нацизм, сделав его основой своей расовой теории. Национал-социализм под вдохновением учения Геккеля превратился в «прикладную биологию». В нацистской идеологии де-факто не было практически ни одного тезиса (кроме «семитской расы») не придуманного в своё время Геккелем и не известного на тот момент каждому образованному немцу. Нацистский взгляд на расу содержал три тезиса: 1) происхождение биологических рас от разных видов древних животных (полигенизм); 2) превосходство одних рас в развитии над другими; 3) конкуренция рас за контроль над жизненным пространством. Гитлер утверждал, что «низшие расы» — евреи, «негры», «ведийцы» — ближе по своему уровню развития к млекопитающим, нежели к «арийским» европейцам, в особенности немцам, и что война — единственный способ борьбы за поддержание «здоровья расы» в нынешнем мире.
С полигенизмом тесно связан расизм, основанный на представлении, что человечество состоит из строго дифференцированных групп, называемых расами, этническими общностями и др., одни из которых врождённо превосходят другие. Расы или иные группы рассматриваются как принципиально отличные друг от друга «биологические виды». Утверждается, что эти группы являются иерархически соподчинёнными между собой («расовая иерархия»), имеется связь между унаследованными физическими чертами и чертами характера, интеллектом, моралью, культурой, и расовые различия оказывают решающее влияние на историю и культуру. Распространена идея «расовой борьбы», борьбы между собой за существование различных рас, рассматриваемых как отдельные «биологические виды».
Смягчённой формой полигенизма является полицентризм — гипотеза антропогенеза, согласно которой существовало несколько центров происхождения человека современного типа (Homo sapiens) и рас человека от разных предковых форм рода Homo (а не от разных видов древних обезьян как в полигенизме). Полицентризм был распространён в науке XIX века. В настоящее время его придерживается лишь небольшое число учёных.

## Критика
Полигенизм не имеет научных подтверждений и противоречит в настоящее время наиболее признанной в науке теории африканского происхождения человека. Все современные люди принадлежат к одному виду — Homo sapiens.
Африканская теория подтверждается независимыми друг от друга данными различных научных дисциплин. К настоящему времени в Африке найдены останки наиболее древних гоминид. Эволюционная цепочка предков человека и древних видов людей из африканских находок является наиболее полной. Древнейшие каменные орудия также найдены в Африке, в Гона (Эфиопия) и датируются 2,6 млн лет назад. Археологические находки за пределами Африки моложе 2 млн лет. Кроме того, в Африке обнаружены останки древнейших людей современного типа и их непосредственных предков. В Африке возник как род Homo, так и, значительно позже, современный вид человека — Homo sapiens. Африканское происхождение человека подтверждают также данные генетических исследований. На основании образцов ДНК исследователями было реконструировано родословное дерево человечества. Согласно генетическим исследованиям, раньше других отделилась ветвь, содержащая только африканские группы. Генетическое разнообразие убывает по мере удаления от Африки, поскольку группа Homo sapiens, которая в древности покинула африканский континент, обладала только частью африканского генофонда.
Чарлз Дарвин писал в работе «Происхождение человека и половой отбор» (1871):

Если наш воображаемый естествоиспытатель начнет искать доводы в пользу противоположного воззрения и станет исследовать, держатся ли различные человеческие племена подобно различным видам животных отдельно друг от друга при совместной жизни большими массами в одной стране, — он немедленно убедится, что этого нет. В Бразилии он встретит громадное смешанное население, происшедшее от негров и португальцев; на Чилоэ и в других частях Южной Америки найдет, что все население состоит из индейцев и испанцев, смешанных в различных степенях. Во многих местах того же материка он встретит самые сложные скрещивания между неграми, индейцами и европейцами, и такие тройные скрещивания представляют лучшее доказательство взаимной плодовитости родительских форм, если судить по аналогии с явлениями растительного царства. На одном из островов Тихого океана он найдет небольшое население смешанной полинезийской и английской крови, а на архипелаге Фиджи — население из полинезийцев и негритосов, скрещенных во всех степенях. Можно было бы привести много аналогичных случаев из Африки. Отсюда следует, что человеческие расы недостаточно различны, чтобы существовать в одной стране, не смешиваясь, а отсутствие смешения служит обыкновенным и лучшим признаком видового различия.
Между любыми расами не существует репродуктивных барьеров, которые могли бы свидетельствовать о принадлежности рас или их предков к разным биологическим видам. Любые человеческие расы могут давать при смешении друг с другом плодовитое потомство. Утверждение некоторых авторов (например, С. В. Савельева) об отсутствии плодовитого потомства у представителей разных рас (в том числе якобы «отдалённых» друг от друга) противоречит как научным исследованиям (метисы в течение многих десятилетий и подробно изучались антропологами различных стран), так и массе наблюдаемых фактов.
Так, в ЮАР существуют целая группа народностей, обозначаемая собирательным словом «цветные». Группа образовалась в результате смешения европейских поселенцев, койсанов (бушменов и готтентотов), а также банту и индийцев. Численность южноафриканских «цветных» составляет более 4,5 млн человек. Советский антрополог Я. Я. Рогинский (1953) отмечал, что в начале XX века на каждую семью «цветных» приходилось в среднем восемь детей. По данным генетических исследований (2009), «цветные» Южной Африки являются наиболее генетически разнородной группой. В ряде южноамериканских стран смешанное население составляет большую часть (например, в Чили до 65 %).
Генетик С. А. Боринская отметила, что для того, чтобы расы стали генетически несовместимыми, им нужно находиться в изоляции друг от друга, не обмениваясь генами, несколько миллионов лет. Вид Homo sapiens существует около 200 тысяч лет. При этом современные расы разделяет не больше 50—70 тысяч лет эволюции.